# Saint-Remimont (Vosges)
Saint-Remimont és un municipi francès, situat al departament dels Vosges i a la regió del Gran Est. L'any 2007 tenia 212 habitants.

## Demografia

### Població
El 2007 la població de fet de Saint-Remimont era de 212 persones. Hi havia 80 famílies, de les quals 16 eren unipersonals (12 homes vivint sols i 4 dones vivint soles), 20 parelles sense fills, 40 parelles amb fills i 4 famílies monoparentals amb fills.
La població ha evolucionat segons el següent gràfic:
Habitants censats

### Habitatges
El 2007 hi havia 84 habitatges, 78 eren l'habitatge principal de la família, 4 eren segones residències i 2 estaven desocupats. 83 eren cases i 1 era un apartament. Dels 78 habitatges principals, 73 estaven ocupats pels seus propietaris, 2 estaven llogats i ocupats pels llogaters i 3 estaven cedits a títol gratuït; 1 tenia dues cambres, 6 en tenien tres, 25 en tenien quatre i 46 en tenien cinc o més. 68 habitatges disposaven pel capbaix d'una plaça de pàrquing. A 25 habitatges hi havia un automòbil i a 46 n'hi havia dos o més.

### Piràmide de població
La piràmide de població per edats i sexe el 2009 era:
| Homes | Edats   | Dones |
| ----- | ------- | ----- |
| 0     | 95 o +  | 0     |
| 0     | 90 a 94 | 4     |
| 0     | 85 a 89 | 0     |
| 0     | 80 a 84 | 0     |
| 0     | 75 a 79 | 0     |
| 0     | 70 a 74 | 0     |
| 12    | 65 a 69 | 0     |
| 8     | 60 a 64 | 4     |
| 4     | 55 a 59 | 4     |
| 0     | 50 a 54 | 4     |
| 12    | 45 a 49 | 16    |
| 4     | 40 a 44 | 0     |
| 12    | 35 a 39 | 16    |
| 8     | 30 a 34 | 16    |
| 8     | 25 a 29 | 4     |
| 0     | 20 a 24 | 0     |
| 8     | 15 a 19 | 4     |
| 8     | 10 a 14 | 16    |
| 20    | 5 a 9   | 8     |
| 4     | 0 a 4   | 16    |

## Economia
El 2007 la població en edat de treballar era de 154 persones, 101 eren actives i 53 eren inactives. De les 101 persones actives 93 estaven ocupades (52 homes i 41 dones) i 8 estaven aturades (4 homes i 4 dones). De les 53 persones inactives 20 estaven jubilades, 17 estaven estudiant i 16 estaven classificades com a «altres inactius».

### Ingressos
El 2009 a Saint-Remimont hi havia 82 unitats fiscals que integraven 218 persones, la mediana anual d'ingressos fiscals per persona era de 18.737 €.

### Activitats econòmiques
Dels 2 establiments que hi havia el 2007, 1 era d'una empresa de construcció i 1 d'una empresa classificada com a «altres activitats de serveis».
L'únic servei als particulars que hi havia el 2009 era una lampisteria.
L'any 2000 a Saint-Remimont hi havia 6 explotacions agrícoles.

## Equipaments sanitaris i escolars
El 2009 hi havia una escola elemental integrada dins d'un grup escolar amb les comunes properes formant una escola dispersa.

## Poblacions més properes
El següent diagrama mostra les poblacions més properes.